# 72042 Dequeiroz
72042 Dequeiroz è un asteroide della fascia principale. Scoperto nel 2000, presenta un'orbita caratterizzata da un semiasse maggiore pari a 2,3828313 UA e da un'eccentricità di 0,1403916, inclinata di 1,19538° rispetto all'eclittica.
L'asteroide è dedicato all'astromo amatoriale svizzero di nascita portoghese José De Queiroz.